# Bactrocera parafroggatti
Bactrocera parafroggatti är en tvåvingeart som beskrevs av Drew och Romig 2001. Bactrocera parafroggatti ingår i släktet Bactrocera och familjen borrflugor. Inga underarter finns listade.